# Ruvungane
Ruvungane är en bergstopp i Antarktis. Den ligger i Östantarktis. Norge gör anspråk på området. Toppen på Ruvungane är 1 930 meter över havet, eller 128 meter över den omgivande terrängen. Bredden vid basen är 4,1 km.
Terrängen runt Ruvungane är varierad. Trakten är inte befolkad. Närmaste tidigare befolkade plats är Borga forskningsstation, 13,1 kilometer sydväst om Ruvungane.